# Amloh
Amloh is een nagar panchayat (plaats) in het district Fatehgarh Sahib van de Indiase staat Punjab. 

## Demografie
Volgens de Indiase volkstelling van 2001 wonen er 12.686 mensen in Amloh, waarvan 54% mannelijk en 46% vrouwelijk is. De plaats heeft een alfabetiseringsgraad van 70%. 